# Chatsworth House

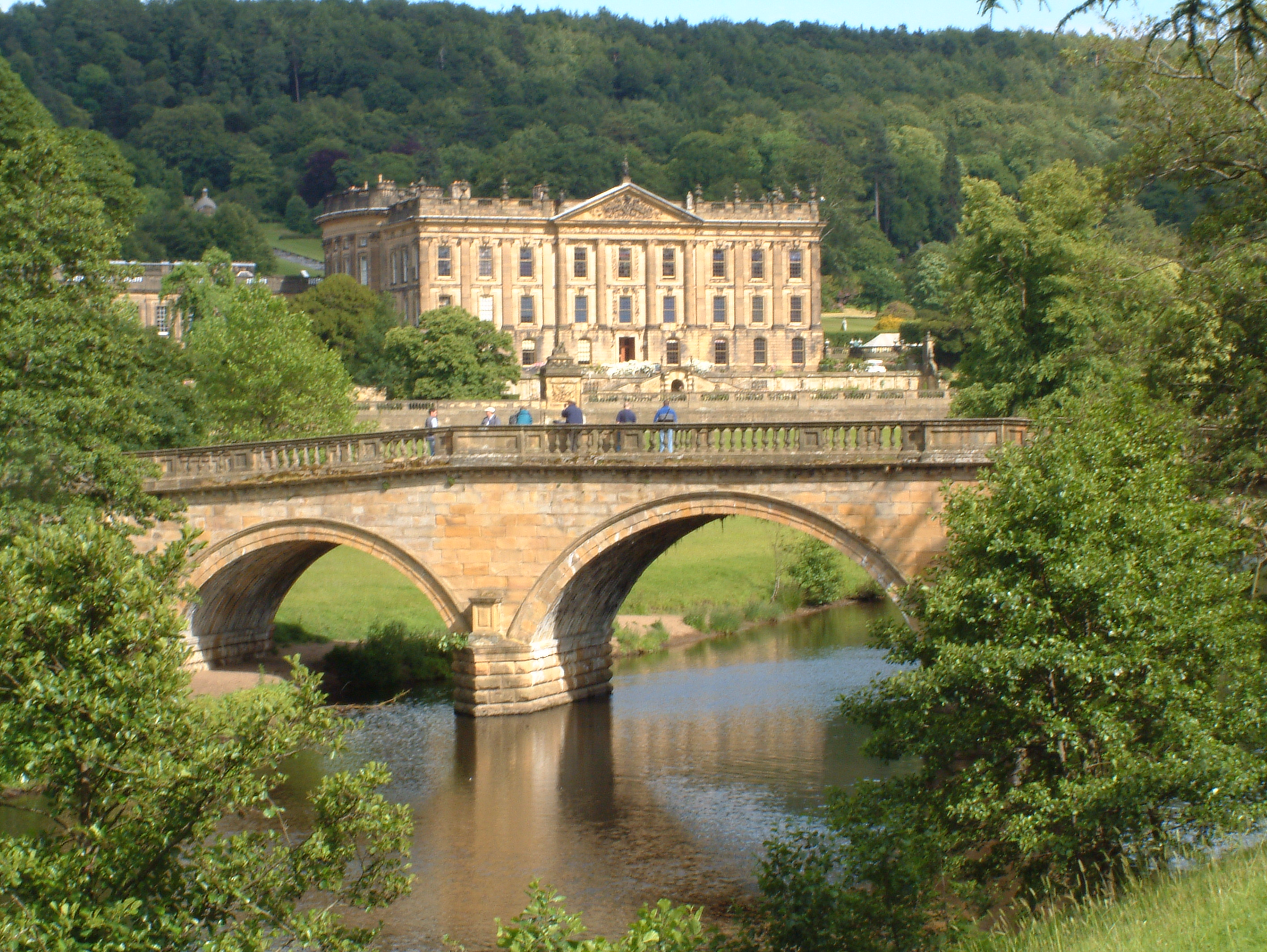
Chatsworth House.

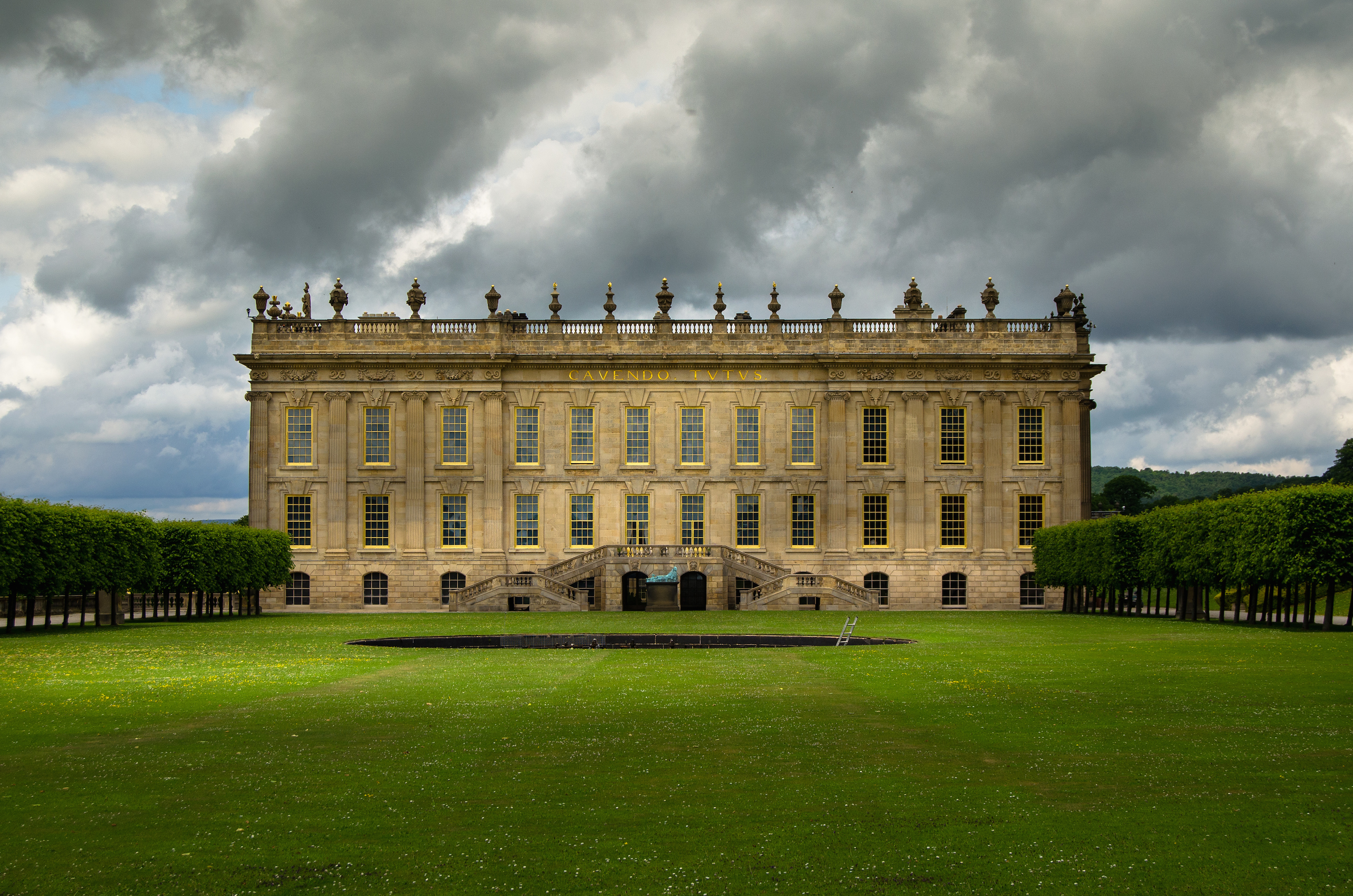
Chatsworth house

Chatsworth House är en stor egendom i Chatsworth, Derbyshire, England. 
Det ägs av hertigarna av Devonshire, och har varit hem för släkten Cavendish sedan Bess av Hardwick bosatte sig på Chatsworth år 1549.
Chatsworths park är en av de mest berömda i England. Slottet innehåller en unik samling av dyrbara målningar, möbler, böcker med mera. 

## Historik
Slottet i sig härstammar från 1500-talet, men har blivit kraftigt ombyggt i omgångar. Den första gången åren 1687-1696 under husarkitekten William Talman och den andra gången på 1810-talet, på order av den sjätte hertigen av Devonshire, William George Spencer Cavendish (1790-1858).

## Tavelstölden
Ett porträtt av Georgiana Cavendish försvann från Chatsworth House, och på 1830-talet hittade man det hemma hos en äldre lärarinna. Hon sålde den år 1841 för £56 till en konsthandlare, som gav den till en vän, konstsamlaren Wynn Ellis. När denne dog, såldes tavlan på Christie's där den 1876 köptes av konsthandlaren William Agnew, för rekordsumman 10 000 guineas. Den stals redan tre veckor senare av The Napoleon of Crime, Adam Worth.
Det tog tvåhundra år innan tavlan återvände till Chatsworth House.

## I populärkultur
Chatsworth House representerade Castle Hackton, Lyndonfamiljens hem, i 1975 års filmatisering av William Makepeace Thackeray's novell Den välborne Barry Lyndons memoarer, och Pemberley, herr Darcys hem, i 2005 års filmatisering av Jane Austens Stolthet och fördom, och igen i filmatiseringen av P.D. Jamess novell När döden kom till Pemberley, en fortsättning på ett mordmysterium efter händelserna i Stolthet och fördom gällande samma karaktärer. Själva huset är namngivet i novellen som ett av godsen som Elizabeth Bennet besöker innan ankomst till Pemberley. Huset användes även i The Duchess (2008), där Keira Knightley och Ralph Fiennes framträder i, samt i nyinspelningen av 1941 års filmatisering av Curt Siodmaks Varulven, där Benicio del Toro och Anthony Hopkins framträder.
Ett avsnitt i den brittiska TV-serien Interceptor blev delvis inspelad på markerna till Chatsworth House (Derbyshire-delen), eftersom nyckeln var gömd på toppen av vattenfallsanläggningen. Griff Rhys Jones var en gäst på Chatsworth House medan han skapade och spelade in sin föreställning Rivers with Griff Rhys Jones.
Chatsworth House var ämnet för dokumentärfilmen Chatsworth om tre avsnitt på BBC. Följetongen sändes som Chatsworth House i  Förenta Staterna av PBS år 2012.